# 메인 매리너스 (AHL)
| 메인 매리너스 | |
| 콘퍼런스      | |
| 디비전        | 노스 디비전 (1977년~1992년) |
| 설립연도      | 1977년 (첫 번째 프랜차이즈) 1987년 (두번째 프랜차이즈) |
| 해체연도      | 1987년 (첫 번째 프랜차이즈) 1992년 (두번째 프랜차이즈) |
| 역사          | 《첫 번째 프랜차이즈》 메인 매리너스 (1977년~1987년) 유티카 데블스 (1987년~1993년) 세인트존스 플레임스 (1993년~2003년) 오마하 아크사벤 나이츠 (2005년~2007년) 쿼드시티 플레임스 (2007년~2009년) 애버츠퍼드 히트 (2009년~2014년) 애디론댁 플레임스 (2014년~2015년) 스톡턴 히트 (2015년~현재) 《두번째 프랜차이즈》 메인 매리너스 (1987년~1992년) 프로비던스 브루인스 (1992년~현재) |
| 경기장        | 컴벌랜드 카운티 시빅 센터 |
| 연고지        | 메인주 포틀랜드 |
| 상징색        | 오렌지, 검정, 금 |
| 구단주        | |
| 단장          | |
| 감독          | |
| NHL 제휴      | |
| ECHL 제휴     | |
| 정규시즌 우승 | 3 (1978, 1979, 1984) |
| 콘퍼런스 우승 | |
| 디비전 우승   | 5 (1978, 1979, 1981, 1985, 1988) |
| 칼더 컵       | 3 (1978, 1979, 1984) |
| 영구 결번     | |

메인 매리너스(Maine Mariners)는 미국 메인주 포틀랜드를 연고지로 하는 첫 번째 프랜차이즈 (현 스톡턴 히트)는 1977년부터 1987년까지, 두번째 프랜차이즈 (현 프로비던스 브루인스)는 1987년부터 1992년까지 AHL 소속되었던 아이스 하키팀이다.
첫 번째 프랜차이즈는 1987년 연고지를 뉴욕주 유티카 (유티카 데블스)로 이전했고, 두번째 프랜차이즈는 1992년 연고지를 로드아일랜드주 프로비던스 (프로비던스 브루인스)로 이전했다.

## 역대 홈경기장
| 메인 매리너스             |                             |          |                 |      |
| 경기장                    | 사용기간                    | 수용인원 | 장소            | 비고 |
| 컴벌랜드 카운티 시빅 센터 | 1977년~1987년 1987년~1992년 | 9,500명  | 메인주 포틀랜드 | 빈칸 |